# مخروط سره
یکی از چالش‌های بهینه‌سازی محدب یافتن مجموعه‌هایی است که دارای خاصیت تحدب باشند. در حالت کلی مجموعه‌ای را که هر ترکیب محدب از هر دو عضو {\displaystyle K} همچنان عضو {\displaystyle K} باشد، محدب گویند؛ یعنی اگر {\displaystyle {\tilde {x}}\in K} و {\displaystyle {\hat {y}}\in K} آنگاه به ازای هر {\displaystyle 0\leq \alpha \leq 1} داشته باشیم {\displaystyle \alpha {\tilde {x}}+(1-\alpha ){\hat {y}}\in K}.
همچنین با توجه به تعریف مخروط محدب می‌توان مخروط سره را به عنوان یک مجموعه محدب تعریف نمود.

## تعریف
اگر K یک مخروط بوده و چهار خاصیت زیر را داشته باشد، آنگاه مخروط K را یک مخروط سره(Proper Cone) گویند. چهار شرط عبارت اند از:
- K محدب باشد.
- K بسته باشد، بدین معنا که نقاط مرزی را شامل شود.
- توپر باشد، بدین معنا که فقط مرز نباشد.
- رأس دار باشد، بدین معنا که هیچ خطی را شامل نشود.

اهمیت مفهوم مخروط سره را می‌توان در تعریف مبحث نامساوی‌های تعمیم یافته دانست که در بسیاری از مسائل ریاضی از جمله بهینه‌سازی محدب و مقایسه ماتریس‌ها و بردارها به کارگرفته می‌شود.
درواقع هر نامساوی تعمیم یافته را باید روی یک مخروط سره تعریف نمود. برای مثال نامساوی تعمیم یافته برای بردارهای دلخواه x و y و روی مخروط سره K به صورت زیر تعریف می‌شود:
- x ⪯ y ⇒ y - x ∈ K

این تعریف بیان می‌کند که تحت یک مخروط سره مشخص، بردار x هنگامی کوچکتر از بردار y در نظر گرفته می‌شود که بردار تفاضل آن‌های عضوی از مخروط سرهٔ K باشد.
به بیان ساده‌تر، می‌توان گفت که تحت یک مخروط سرهٔ مشخص K، در صورتی بردار x از بردار y کوچکتر است که تک تک درایه‌های بردار x از درایه‌های متناظر در بردار y کوچکتر باشد.

## تعمیم به حالت ماتریسی
همچنین این مفهوم را می‌توان از حالت برداری به حالت ماتریسی تعمیم داد و نامساوی تعمیم یافته را برای ماتریس‌های مشخص رو ی مخروط سره‌ای با ابعاد مشابه با ماتریس‌ها بیان نمود. در این حالت تک تک درایه‌های ماتریس X باید از تک تک درایه‌های ماتریس Y کوچکتر باشد تا ماتریس X را تحت یک مخروط سره مشخص کوچکتر از ماتریس Y معرفی نمود.

## مثال‌های مهم

### گوشهٔ مثبت

گوشه‌های فضای دو بعدی (ناحیهٔ اول بیانگر گوشهٔ مثبت دو بعدی است.

در حالت کلی گوشهٔ مثبت فضای مختصات N بعدی را می‌توان یک مخروط سره جهت مقایسهٔ بردارهای N بعدی در نظر گرفت. در شکل ناحیه اول فضای مختصات به عنوان یک گوشهٔ مثبت دو بعدی در نظر گرفته می‌شود.

### ماتریس‌های مثبت نیمه معین
معروف‌ترین مخروط سره در فضای ماتریسی ماتریس‌های مثبت معین هستند که برای تعریف نامساوی تعمیم یافته در فضای ماتریسی از آن بهره گرفته می‌شود.